# هریپسیمه گریگوریان
هریپسیمه آشوتی گریگوریان (ارمنی: Հռիփսիմե Աշոտի Գրիգորյան؛ زادهٔ ۱۸ سپتامبر ۱۹۸۸) یک سیاستمدار اهل ارمنستان است که از تاریخ ۲۰۱۹ تا کنون سمت نمایندگی دوره‌های هفتم و هشتم مجلس ملی جمهوری ارمنستان را برعهده دارد.

## زندگی‌نامه
در ۱۸ سپتامبر ۱۹۸۸ در ایروان به دنیا آمد و از دانشگاه اروپای مرکزی و دانشگاه دولتی ایروان فارغ‌التحصیل شد. 